# Bandera de Alfoz de Lloredo
La bandera de Alfoz de Lloredo es uno de los símbolos del municipio españolde Alfoz de Lloredo (Cantabria), junto a su escudo. Es de paño rectangular, de proporciones no indicadas, dividida horizontalmente por mitad, de color azul la parte superior y verde la inferior con siete estrellas doradas de nueve puntas situadas en círculo. El color verde representa al paisaje general e interior; el azul significa y representa la zona costera del municipio. Las estrellas doradas representan a las siete Juntas Vecinales; son de nueve puntas como símbolo de que Alfoz de Lloredo fue uno de los nueve valles que, tras emanciparse del poder señorial del Ducado del Infantado, constituyeron el germen de la actual Cantabria.
La bandera fue adoptada en sesión plenaria extraordinaria celebrada por el Ayuntamiento, el día 18 de octubre de 1988 siendo autorizada por el Consejo de Gobierno de Cantabria el día 4 de junio de 1990.